# Børnedødelighed
Børnedødelighed er udtryk for det antal levendefødte børn af tusind i en fødselsårgang, der dør før deres fyldte 5. år.
Der skelnes mellem
- den perinatale dødelighed , der omfatter dødfødte og døde i løbet af første leveuge
- neonatale dødelighed, der omfatter de børn, der dør i løbet af de første fire leveuger
- Spædbørnsdødelighed er dødsfald i løbet af barnets første leveår.

Den gennemsnitlige børnedødelighed i ulande er 106. Dvs. at 106 af 1000 børn dør. Danmarks børnedødelighed er 3.
Røde Kors anslår, at over 10 mio. børn over hele verden dør før de fylder fem år. Verdens højeste børnedødelighed er i Demokratiske Republik Congo har en børnedødelighed på 208.

## Årsager
Årsagerne til børnedødelighed er bl.a. underernæring, aids, dårlig hygiejne, urent drikkevand, infektioner i luftvejene og sygdomme som f.eks. malaria og mæslinger.
Mindre børnedødelighed er en af FN's 2015-målsætninger.

## Børnedødelighed i Danmark
Under enevælden blev jordemødre indført, og som følge heraf kom bedre hygiejne og mere korrekt ernæring, og børnedødeligheden begyndte i Danmark at falde fra midten af 1800-tallet. I begyndelsen af 1900-tallet faldt spædbørnsdødeligheden ligeledes markant. Det betød en stigning i middellevealderen for nyfødte fra begyndelsen af 1900-tallet.
Danmark har siden 1990 reduceret sin børnedødelighed betragteligt. Fra 9 til 4 i 2002 og 3 i 2003.